# Trbuhovac
Trubuhoc en albanais et Trbuhovac en serbe latin (en serbe cyrillique : Трбуховац) est une localité du Kosovo située dans la commune/municipalité d'Istog/Istok et dans le district de Pejë/Peć. Selon le recensement kosovar de 2011, elle compte 904 habitants, tous albanais.

## Démographie

### Évolution historique de la population dans la localité
| 1948 | 1953 | 1961 | 1971 | 1981 | 1991 | 2011 |
| ---- | ---- | ---- | ---- | ---- | ---- | ---- |
| 333  | 396  | 488  | 684  | 830  | 910  | 904  |

|  |